# مختار كشاملي
 مختار كشاملي  (2 نوفمبر 1962 وهران - 5 يوليو 2019 بومرداس) هو لاعب كرة قدم جزائري.